# Власи у средњовјековној Србији
Власи у средњовјековној Србији (грч. βλάχοι, лат. valachi, тур. eflakân), представљали су посебну друштвену класу, која је под називом власи (пише се малим словом) постојала у средњовјековној Србији. Појам је изведен из етнонима Власи (пише се великим словом) који се односио на романско становништво. Посебан друштвени положај тог дела становништва у српским областима довео је до стварања карактеристичних облика обичајног и државног права, које се односило на регулисање влашког сталешког статуса, те је по том основу и сам појам попримио додатно значење, као ознака за влашку друштвену класу, односно сталеж. У том смислу, сталешки власи су били не само етнички Власи у српским областима, већ се исти појам односио и на онај део Срба или Арбанаса који су по основу свог друштвеног положаја припадали влашком сталежу. Као посебна друшвена група, влашки сталеж је опстао и након пропасти српске средњовековне државности, пошто је нова турска власт у српским областима усвојила и својим потребама прилагодила знатан део друштвених и правних норми, укључујући и оне које су се односиле на положај сталешких влаха. 

## Порекло појма
Приликом досељавања у југоисточну Европу током VI и VII вијека, Јужни Словени су у разним областима затекли остатке романског становништва, које су називали Власима. Током времена, дошло је до постепеног мјешања становништва, тако да је дио Влаха усвојио словенски језик. Поједини романски појмови и називи мјеста преживјели су словенизацију, као што су, на примјер, имена ријека и планина. Староримска култура преживјела је првенствено у поморској Далмацији, док су источни, грчки утицај и лингвистика преовладавали у залеђу. Лингвистичка граница је отприлике ишла од Љеша, испод пута Скадар—Призрен према Липљану и Скопљу, а потом према Софији. Римски елементи у унутрашњости повукли су се у планине током словенског надирања, те су се нека већа подручја римских елемената у унтрашњости полуострва, скоро у потпуности сачувала, на пр. јужна Македонија, Карпати итд. Римска пастирска терминологија очувана је у одређеним подручјима Динарида. Словени, због свог великог броја и мноштва резерви, лако су асимиловали римско становништво због погоршања стања у Римском царству. Срби су дошли под латинску сферу утицаја и у додир са хришћанством по први пут преко тих веза. Прихватили су многе латинске термине, а дио њих се користи и у данашњем вокабулару. Временом, везе између Словена и балканских Римљана постале су све тешње, а већи број Словена апсорбовао је највећи дио римског становништва на западном Балкану. Влашки сточари потпуно су се помјешали са Србима што је довело до претежно пастирског, хришћанског друштва. Римљани су се дуго држали одвојени у градским срединама на приобаљу, међутим, послије X вијека словенски прилив је ојачао и градови су попримали мање-више словенски карактер (као што су Дубровник и Сплит, који су постали носиоци словенске културе и књижевности у XIV и XV вијеку). Како је српски антрополог Јован Ердељановић забиљежио, Срби су примили културне елементе од Влаха, као што су камене куће и колибе, дијелове народне ношње, поједину пастирску терминологију и, вјероватно, неке пастирске вјештине. Комбинација словенско-римске номенклатуре сачувана је у вишим планинским предјелима, а бројним миграцијама са планина ка нижим подручјима на сјеверу, та већина очуваних старих балканских карактеристика стопила се у опште карактеристике свих, или већих дијелова, Срба са Јадрана или ријеке Тимок.

## Друштвена класа
Власи или сточари били су зависни сточари у средњовјековној српској држави, а дио друштвене класе себра. Мношто и вјероватноћа преваленције Влаха (романизованих остатака) међу сточарима учинио је израз Власи синонимом за сточаре, као што се израз србљин спорадично користио за земљораднике. Положај Влаха био је у основи једнак положаји меропха.

### Власи у повељама Немањића
Прво помињање Влаха у српским историјским изворима било у оснивачкој повељи Хиландара (1198—1199) Стефана Немање. Поменуто је 170 влашких породица, које су дароване манастиру заједно са селима и црквама. Романска имена су препозната кроз називе де Раду и Ђурђа. Немањин син, Стефан Првовјенчани, манастиру Жичи дарује 200 влашких породица са Проклетија. Године 1220, краљ Стефан проглашава да сви Власи из његовог краљевства припадају Епархији жичкој. Влашки кнезови (comes catuni или catunarius) помињу се у Хвосну 1220, 1282—1292. и 1302—1309. године. Крсташки хроничар описује сусрете са Власима у разним дијеловима данашње Србије у 12. и 13. вијеку. Краљ Стефан Урош I додјелио је Хиландару још 30 влашких породица са ријеке Дрим. У повељи (око 1280) његове жене и краљице, Јелене Анжујске, у којој се потврђује даровница Стефана Владислава манастиру Врањина, Власи се помињу засебно, заједно са Арбанасима, Латинима и Србима. Према даровници краља Стефана Милутина манастиру Бањска додјељено је 6 катуна, а то је уједно и прво помињање Влашког закона. Краљ Стефан Дечански 1330. године је манастиру Дечани додјелио заједно са пашњацима влашке и арбанашке катуне око ријека Дрим и Лим, од којих је могао да носи со и користи кметове за рад.